# Cyathea akawaiorum
Cyathea akawaiorum är en ormbunkeart som beskrevs av P. J. Edwards. Cyathea akawaiorum ingår i släktet Cyathea och familjen Cyatheaceae. Inga underarter finns listade.